# Rhytachne furtiva
Rhytachne furtiva är en gräsart som beskrevs av Clayton. Rhytachne furtiva ingår i släktet Rhytachne och familjen gräs. IUCN kategoriserar arten globalt som sårbar. Inga underarter finns listade i Catalogue of Life.